# Список глав правительств Китайской Народной Республики
Премьер-министр Китайской Народной Республики (кит. 国务院总理) — глава Государственного совета Китайской Народной Республики. Назначается Всекитайским собранием народных представителей по представлению Председателя КНР. Допускается назначение не более чем на два срока с 1982 года.

## Руководители правительства КНР
После поражения Китайской республики в Гражданской войне правительство Нанкина отступило на Тайвань и другие ближние острова и, фактически, основало государство со столицей в городе Тайбэй. Победившая в Гражданской войне Коммунистическая партия Китая объявила в Пекине 1 октября 1949 года о создании Китайской Народной Республики (КНР).

### Премьеры Госсовета КНР
Должность существует в период: с 1 октября 1949 года по настоящее время.
| № | Портрет | Политик                 | Вступление в должность | Завершение деятельности | Партия                        | Председатель КНР                          |
| - | ------- | ----------------------- | ---------------------- | ----------------------- | ----------------------------- | ----------------------------------------- |
| 1 |         | Чжоу Эньлай (1898—1976) | 1 октября 1949         | 8 января 1976           | Коммунистическая партия Китая | Мао Цзэдун, Лю Шаоци, Сун Цинлин, Дун Биу |
| 2 |         | Хуа Гофэн (1921—2008)   | 4 февраля 1976         | 10 сентября 1980        | Коммунистическая партия Китая | отменено                                  |
| 3 |         | Чжао Цзыян (1919—2005)  | 10 сентября 1980       | 24 ноября 1987          | Коммунистическая партия Китая | Е Цзяньин, Ли Сяньнянь                    |
| 4 |         | Ли Пэн (1928—2019)      | 25 марта 1988          | 17 марта 1998           | Коммунистическая партия Китая | Ли Сяньнянь, Ян Шанкунь, Цзян Цзэминь     |
| 5 |         | Чжу Жунцзи (1928—)      | 17 марта 1998          | 16 марта 2003           | Коммунистическая партия Китая | Цзян Цзэминь                              |
| 6 |         | Вэнь Цзябао (1942—)     | 16 марта 2003          | 15 марта 2013           | Коммунистическая партия Китая | Ху Цзиньтао                               |
| 7 |         | Ли Кэцян (1955—2023)    | 15 марта 2013          | 11 марта 2023           | Коммунистическая партия Китая | Си Цзиньпин                               |
| 8 |         | Ли Цян (1959—)          | 11 марта 2023          | действующий             | Коммунистическая партия Китая | Си Цзиньпин                               |